# Taba-nan
Taba-nan é o pão típico do Cazaquistão, para além dos baursaks. Este pão, próximo dos naan do norte da Índia ou Afeganistão, é o principal acompanhamento da sorpa.
Começa por se preparar a levedura, misturando-a com uma pequena quantidade de água ou leite morno e de farinha; coloca-se num local quente até que “suba” e então junta-se a farinha e água ou leite suficientes para fazer a massa do pão. Assim que se consegue uma bola fácil de tender, coloca-se a massa novamente num local quente, até duplicar o volume. A massa divide-se em bolas mais pequenas para fazer o pão, que se achatam para caber numa frigideira e se assam com um pouco de gordura; passados 15-20 minutos, coloca-se uma segunda frigideira sobre o pão e o conjunto é posto a assar por baixo de brasas e virado várias vezes, até se obterem pães castanhos (presentemente, não se colocam as duas frigideiras sob brasas, mas num forno moderno).
O pão pode ser comido quente ou frio; a quente, normalmente é barrado com manteiga. Mas tradicionalmente, colocava-se dentro da massa, antes de assar, pedaços de gordura da cauda do carneiro.